# Ammine
Le ammine sono composti organici che derivano dall'ammoniaca per sostituzione formale di uno, due o tre atomi d'idrogeno con altrettanti gruppi alchilici o arilici.

## Classificazione delle ammine
| Ammoniaca | Ammina primaria | Ammina secondaria | Ammina terziaria  |
| --------- | --------------- | ----------------- | ----------------- |
| ammoniaca | ammina primaria | ammina secondaria | ammina secondaria |

In base al numero di gruppi alchilici o arilici legati all'atomo di azoto, le ammine vengono classificate in primarie, secondarie o terziarie:
- l'ammina viene definita primaria se è presente un solo gruppo alchilico o arilico;
- l'ammina viene definita secondaria se sono presenti due gruppi alchilici o arilici;
- l'ammina viene definita terziaria se sono presenti tre gruppi alchilici o arilici.

Esistono inoltre i sali di ammonio quaternario, contenenti un atomo di azoto con carica formale positiva e legato a quattro gruppi alchilici o arilici.

## Caratteristiche
Come per l'ammoniaca, le ammine hanno geometria piramidale e sono basiche. Le ammine con tre sostituenti diversi all'azoto sono chirali ma, salvo casi particolari (ammine con un elevato ingombro sterico), le ammine racemizzano rapidamente per inversione di configurazione delle loro molecole (inversione piramidale o flipping). Pertanto gli enantiomeri delle ammine terziarie NR1R2R3, nel caso generale, devono essere considerati conformeri (e precisamente invertomeri), e la miscela di equilibrio otticamente inattiva. Diverso è il caso dei sali di ammonio quaternario, dove la presenza di un quarto sostituente impedisce l'inversione e blocca la configurazione. Infatti i sali (NR1R2R3R4)+ X− sono otticamente attivi.
Il doppietto elettronico non condiviso dell'atomo di azoto può essere ceduto ad una specie acida e, a causa del maggior effetto elettronico (induttivo e iperconiugativo) elettron-repulsore a cui è soggetto l'azoto, l'ordine di basicità crescente segue dalle ammine alifatiche primarie, alle secondarie fino ai maggiori livelli di basicità di quelle terziarie. Le ammine aromatiche hanno minore basicità a causa dell'effetto di risonanza che agisce delocalizzando il doppietto elettronico sull'anello aromatico rendendo lo ione ammonio più acido e l'anello più basico. Le ammine formano facilmente sali solubili con gli acidi minerali (acido cloridrico o acido solforico) e spesso vengono commercializzate in tale forma. Ad esempio, una ammina primaria reagisce con acido cloridrico secondo la reazione:
NRH2 + HCl → NRH3+ + Cl-
Le ammine hanno generalmente punti di ebollizione più elevati degli alcani aventi peso molecolare simile, per via dei legami a idrogeno intermolecolari. L'intensità del legame è però meno forte di quanto osservato negli analoghi composti ossigenati (alcoli, acidi carbossilici). Inoltre, la possibilità di formare legami a idrogeno rende le ammine solubili in solventi polari, come l'acqua, quando la catena alifatica o aromatica è abbastanza corta da non impedirlo.
Molecole che contengono diversi gruppi amminici prendono il nome di poliammine, tra esse le più importanti sono la spermina e la spermidina. Le ammine sono generalmente tossiche e quelle aromatiche sono composti cancerogeni sospetti o accertati. Alcune tra le ammine che si formano dalla putrefazione dei materiali biologici animali sono la putrescina, la cadaverina, la metilammina. Molte ammine usate dall'uomo sono sintetizzate da organismi vegetali che formano molecole complesse chiamate alcaloidi come la morfina, la chinina (usata contro la malaria), la nicotina (principale alcaloide del tabacco). Altri composti come l'acido p-amminobenzoico inibiscono la crescita batterica senza danneggiare le cellule umane.
In merito alla tossicità e cancerogenità delle cosiddette ammine aromatiche vi è una casistica divisa per gruppi-gruppo 1-2-3 con riferimenti di tossicità non ancora definiti per quanto riguarda il 3º gruppo che è ancora sotto fase di testatura/mappatura. Tale fase è in essere dagli anni ottanta.

## Nomenclatura
La nomenclatura IUPAC considera il gruppo amminico o come un sostituente - e in tal caso viene identificato dal prefisso ammino- - o come il gruppo principale della molecola - il cui nome in tal caso presenta il suffisso -ammina. Infatti le ammine alifatiche sono denominate come alcanammine (per esempio CH3CH(CH3)CH2NH2 è chiamata 2-metilpropanammina) e le ammine aromatiche come derivanti della benzenammina, più generalmente le ammine aromatiche si considerano derivati dall'anilina. Le ammine secondarie e terziarie sono denominate come ammine primarie mono- (N-) e disostituite (N,N-) sull'atomo di azoto.
Una nomenclatura alternativa tuttora molto usata, ma non più approvata dalla IUPAC, considera le ammine come alchilammine (per esempio CH3CH(CH3)CH2NH2 in questa nomenclatura è chiamata isobutilammina).
Le ammine cicliche sono denominate come i cicloalcani, aggiungendo il prefisso "aza-" per indicare la presenza dell'atomo di azoto. Esistono tuttavia altri nomi accettati dalla IUPAC.

## Sintesi
Esistono numerose strategie sintetiche per la produzione di ammine.
Le ammine possono essere sintetizzate trattando l'ammoniaca con un alogenuro alchilico (che prende il nome di ammonolisi degli alogenuri) e successivamente con una base forte tipo idrossido di sodio secondo le reazioni:
Da questa reazione si deduce la tendenza naturale delle ammine di interagire con gli alogenuri alchilici (simile alla tendenza dell'ammoniaca) che porta alla formazione di ammine secondarie e terziarie con step successivi, dove l'ultima può a sua volta attaccare l'alogenuro alchilico formando un sale di ammonio quaternario. Questa facile reattività porta spesso a miscele di composti. Per questa difficoltà a fermare la reazione quando il numero desiderato di sostituenti alchilici è stato posizionato sull'azoto, questo metodo è tra i meno usati per la produzione di ammine. Normalmente si usa per produrre ammine primarie facendo reagire un alogenuro alchilico con un forte eccesso di ammoniaca in modo da evitare il più possibile la polialchilazione dell'azoto, ma la resa non è comunque soddisfacente.
Un metodo di preparazione specifico per le ammine primarie è la sintesi di Gabriel. Questo metodo ovvia all'inconveniente della formazione di classi di ammine indesiderate. Questa sintesi parte da un'immide, di solito la ftalimmide, che viene trasformata in un suo sale attraverso una reazione con idrossido di potassio (KOH) e può così reagire con un alogenuro alchilico a dare un' immide N-sostituita, che per idrolisi libera acido ftalico e un'ammina primaria. Un'alternativa all'idrolisi acido catalizzata è l'idrazinolisi: l'idrazina va a sostituire l'ammina primaria attraverso una reazione di sostituzione nucleofila acilica. Si formano solo ammine primarie perché all'atomo di azoto del sale della ftalimmide può legarsi un solo gruppo alchilico e ciò consente di ottenere solo l'ammina primaria. L'acido ftalico può essere riutilizzato, per riscaldamento e conseguente disidratazione, per rigenerare l'anidride ftalica e proseguire nella sintesi.
Un'altra via per la produzione di ammine consiste nella sostituzione nucleofila di un alogenuro alchilico con lo ione azide (N3−), ione cianuro, ed altri nucleofili contenenti azoto e successiva riduzione mediante idrogenazione catalitica oppure con agenti riducenti come l'idruro di litio e alluminio (LiAlH4).
Un'alternativa è la riduzione di ammidi con LiAlH4 porta alla sintesi di ammine primarie, secondarie o terziarie. La classe delle ammine ottenute dipende dal numero di sostituenti sull'azoto.
Un ottimo metodo per la sintesi di ammine è l'amminazione riduttiva. Per le ammine primarie si fa reagire un'aldeide o un chetone con un eccesso di ammoniaca per formare un'immina che può essere ridotta, ad esempio, da H2 in nichel Raney: l'immina è ridotta ad ammina. Anche le ammine secondarie e terziarie possono essere ottenute con questa procedura, facendo reagire rispettivamente un'ammina primaria ed una secondaria (in questo caso si forma un'enammina) con l'aldeide o il chetone ed usando come agente riducente il triacetossiboroidruro di sodio.